# INFOCOMP電腦科學期刊
INFOCOMP電腦科學期刊為一份國際性的科學期刊（索引指標、印刷出版、季刊、連續流通）。所注重的領域為（但不限於此）： 
- 人工智能
- 組合最佳化與啟發式演算法
- 计算机图形学、图像处理與虚拟现实
- 資料庫
- 圖形理論、应用数学與計算理論
- 超媒體與多媒体
- 資訊系統
- 教育資訊技術
- 软件工程

## 出版
INFOCOMP電腦科學期刊是由位在巴西米纳斯吉拉斯之拉弗哈斯聯邦大學（UFLA）電子計算機科學系所出版的。本期刊索引指標也列在DOAJ、INSPEC-IEE、DEST、 EBSCO、ULRICHS、IS Journals、IS World，及其他協會上。
本期刊是屬於季刊形式，出版時間在3月、6月、9月、及12月，有網路版及印刷版。網路版是採开放获取形式，不僅不須要訂閱也不須要註冊。所有上述的出版期數均可在網路上獲取。所有投稿文章均可在網路上經由SBC（巴西電腦協會）之JEMS系統（EDAS之子系統）來提交。

## 歷史沿革
INFOCOMP電腦科學期刊在1999年第一次出版。

## 外部連結
- INFOCOMP Journal of Computer Science